# Cortinarius

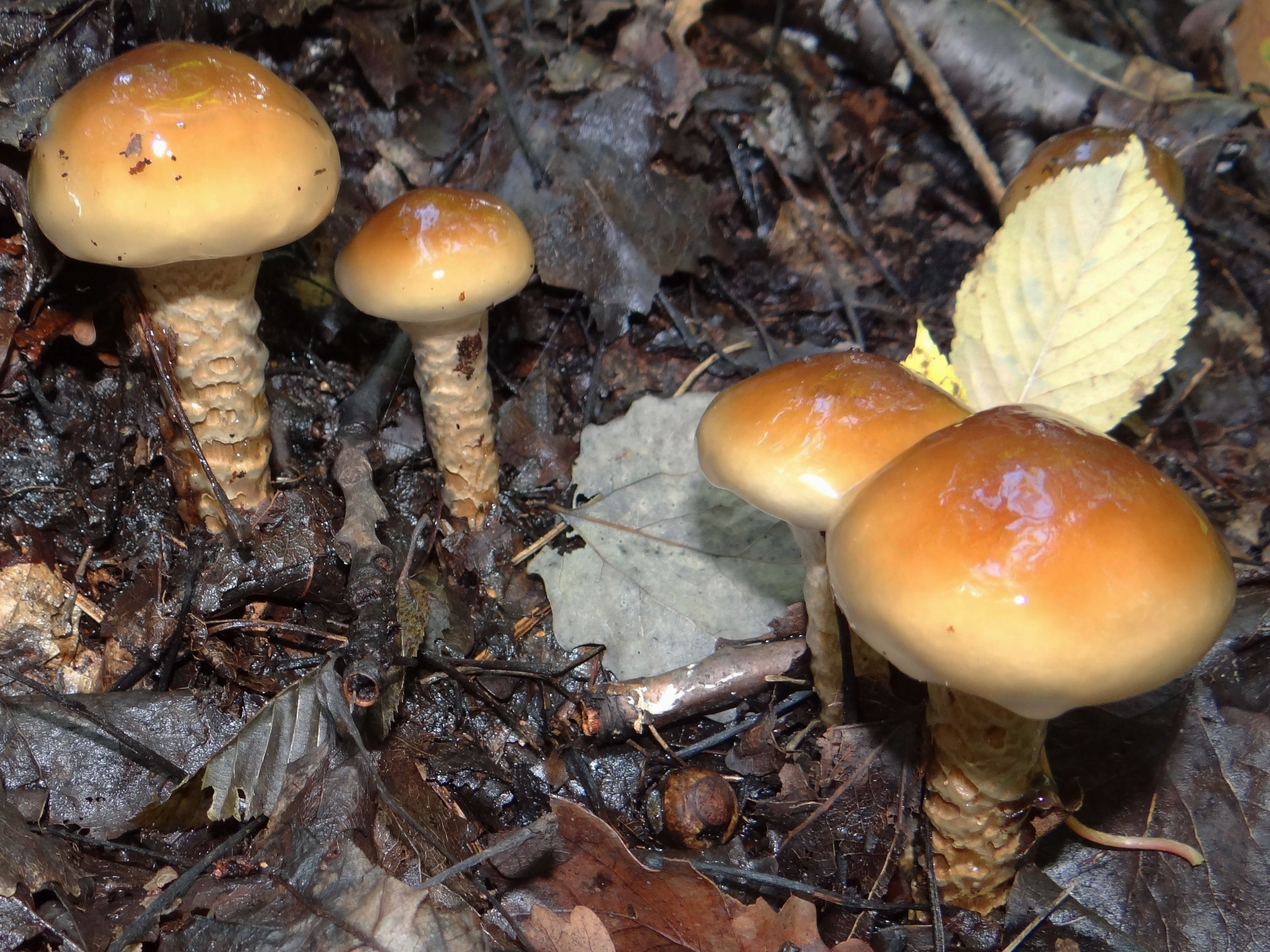
Zasłonak pospolity

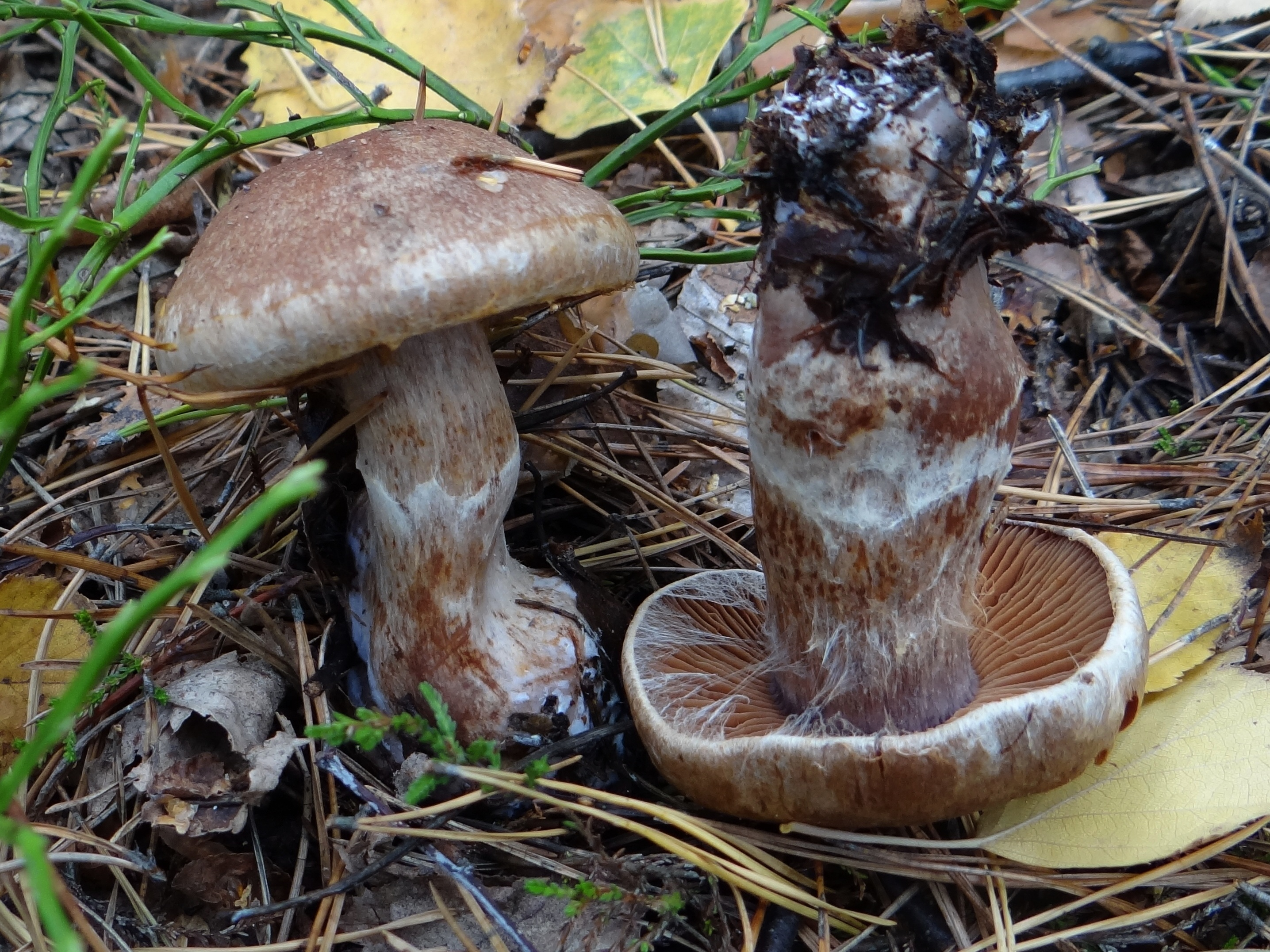
Zasłonak brunatny

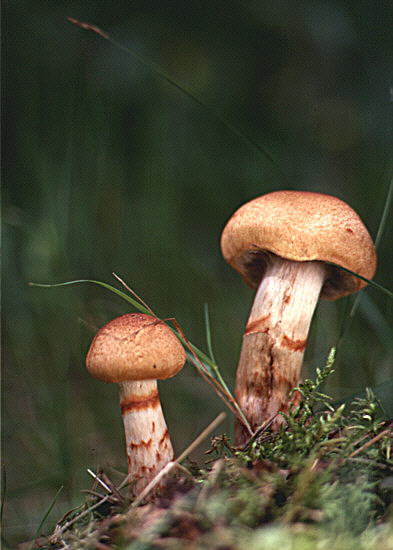
Zasłonak osłonięty

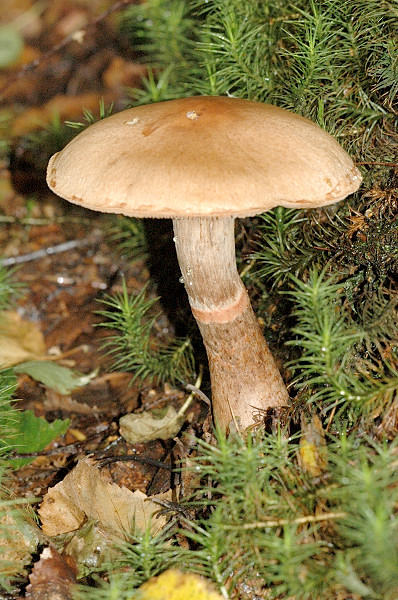
Zasłonak rdzawobrązowy

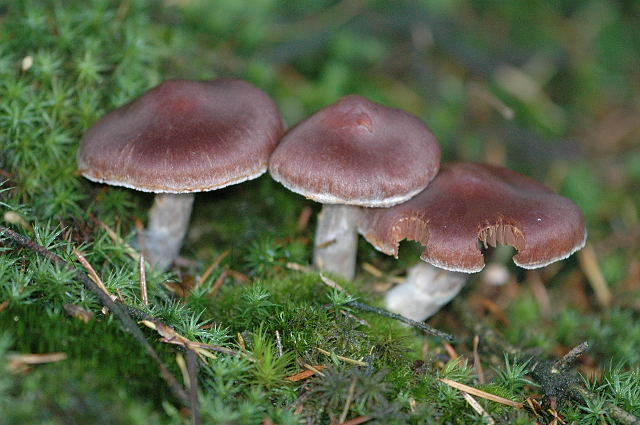
Zasłonak brązowordzawy

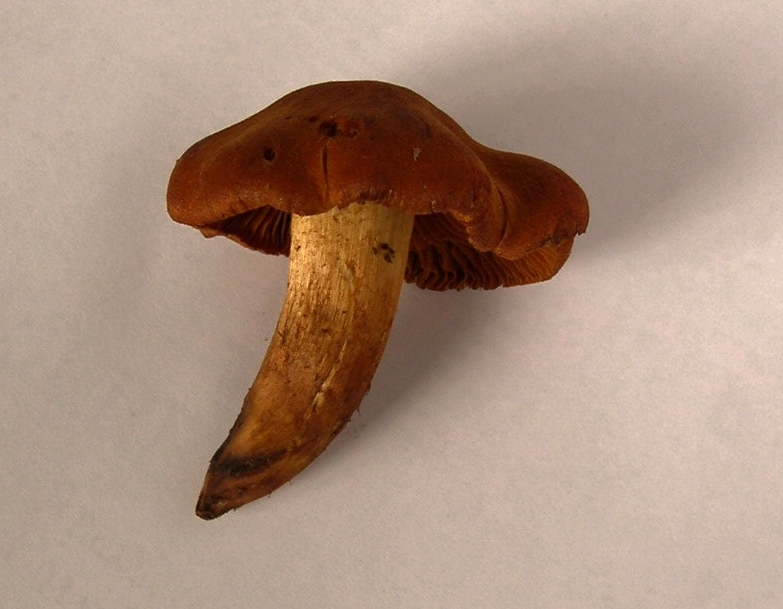
Zasłonak rudy

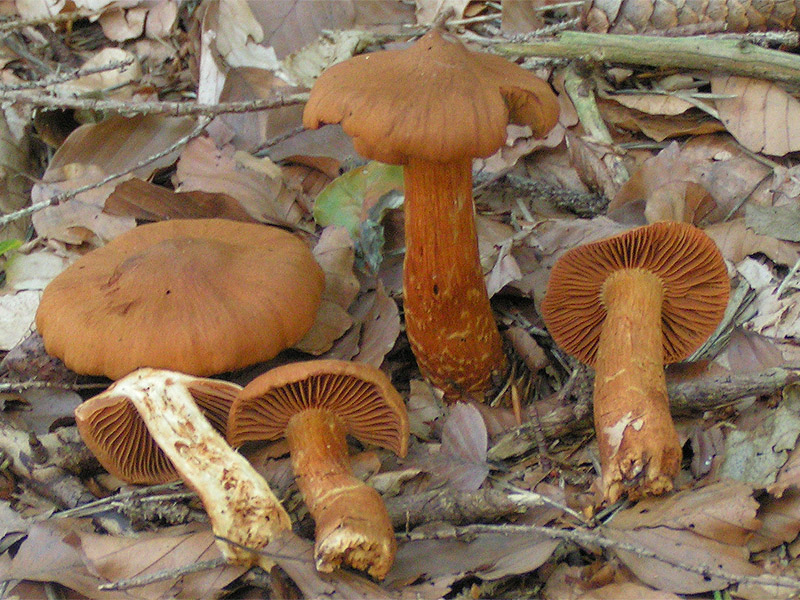
Zasłonak czerwonawy

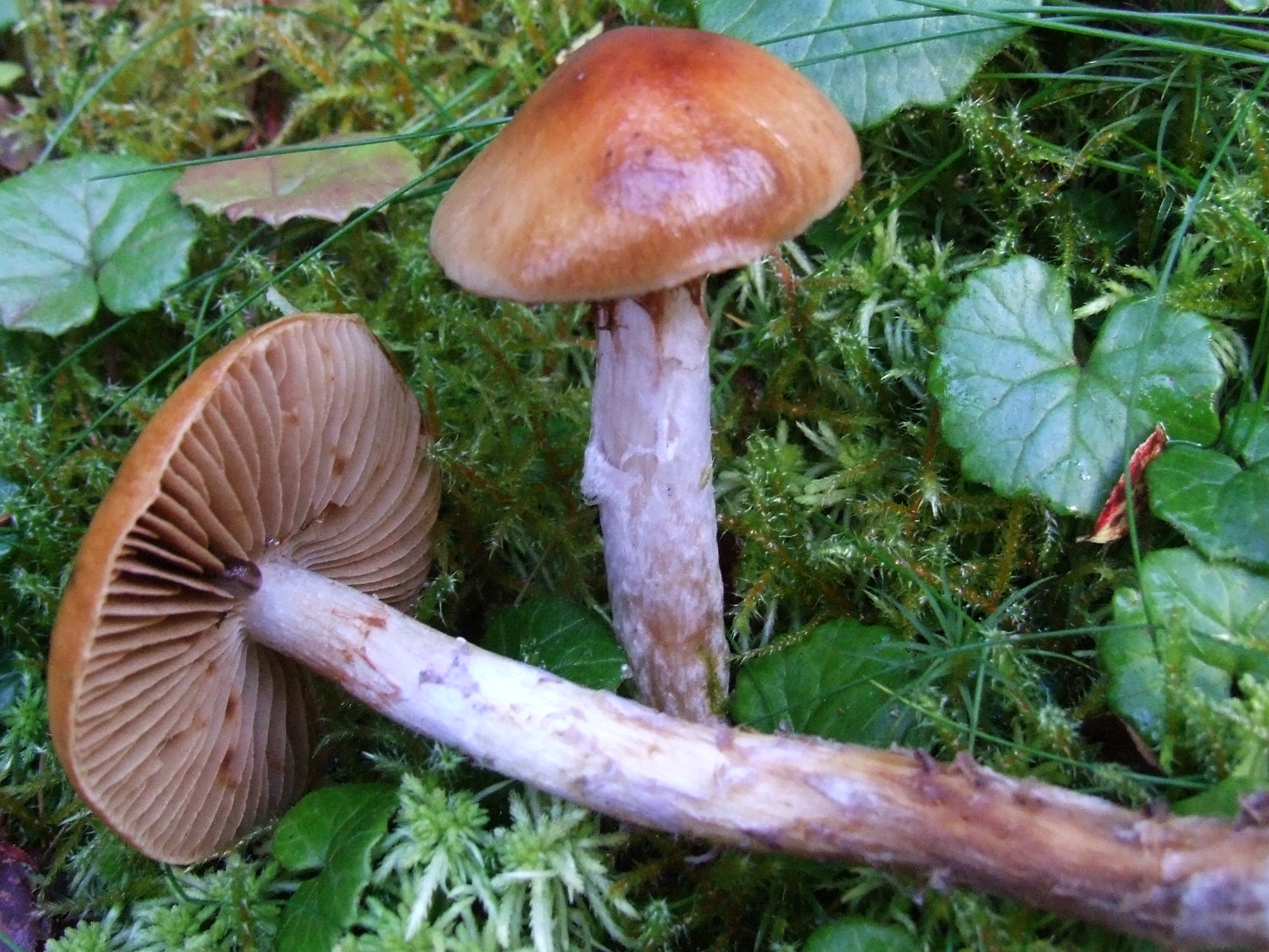
Zasłonak śluzowaty

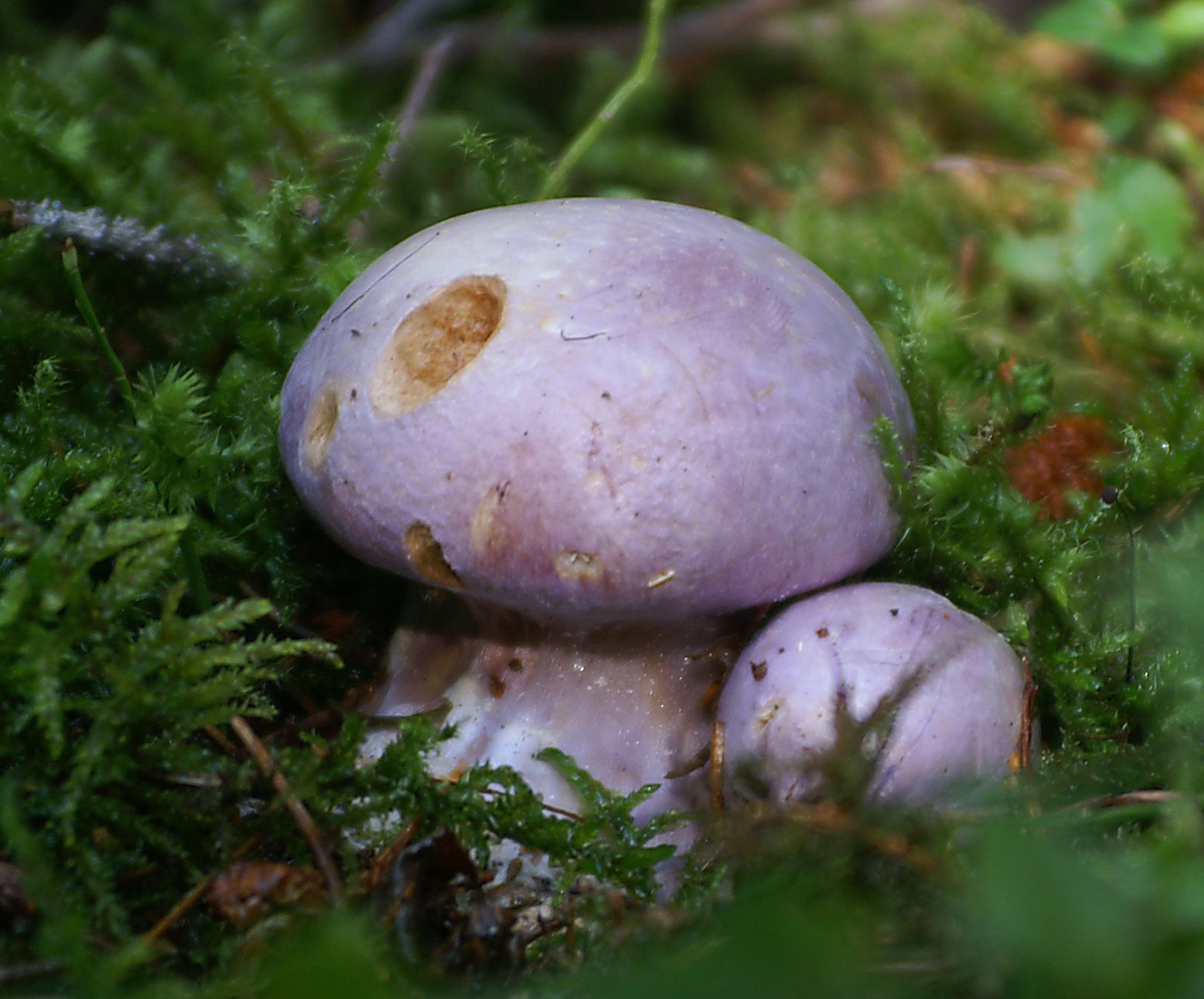
Zasłonak wonny

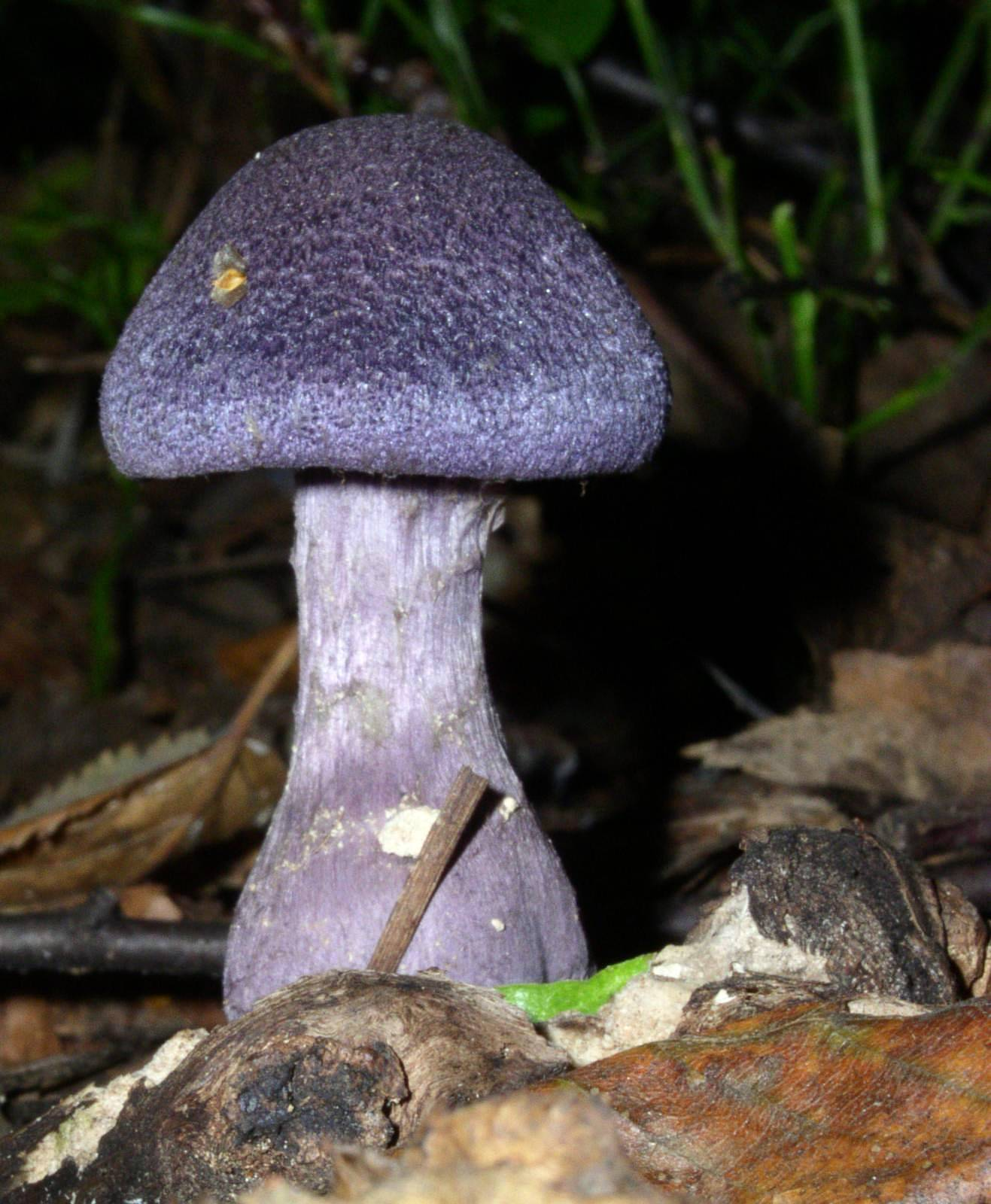
Zasłonak fioletowy

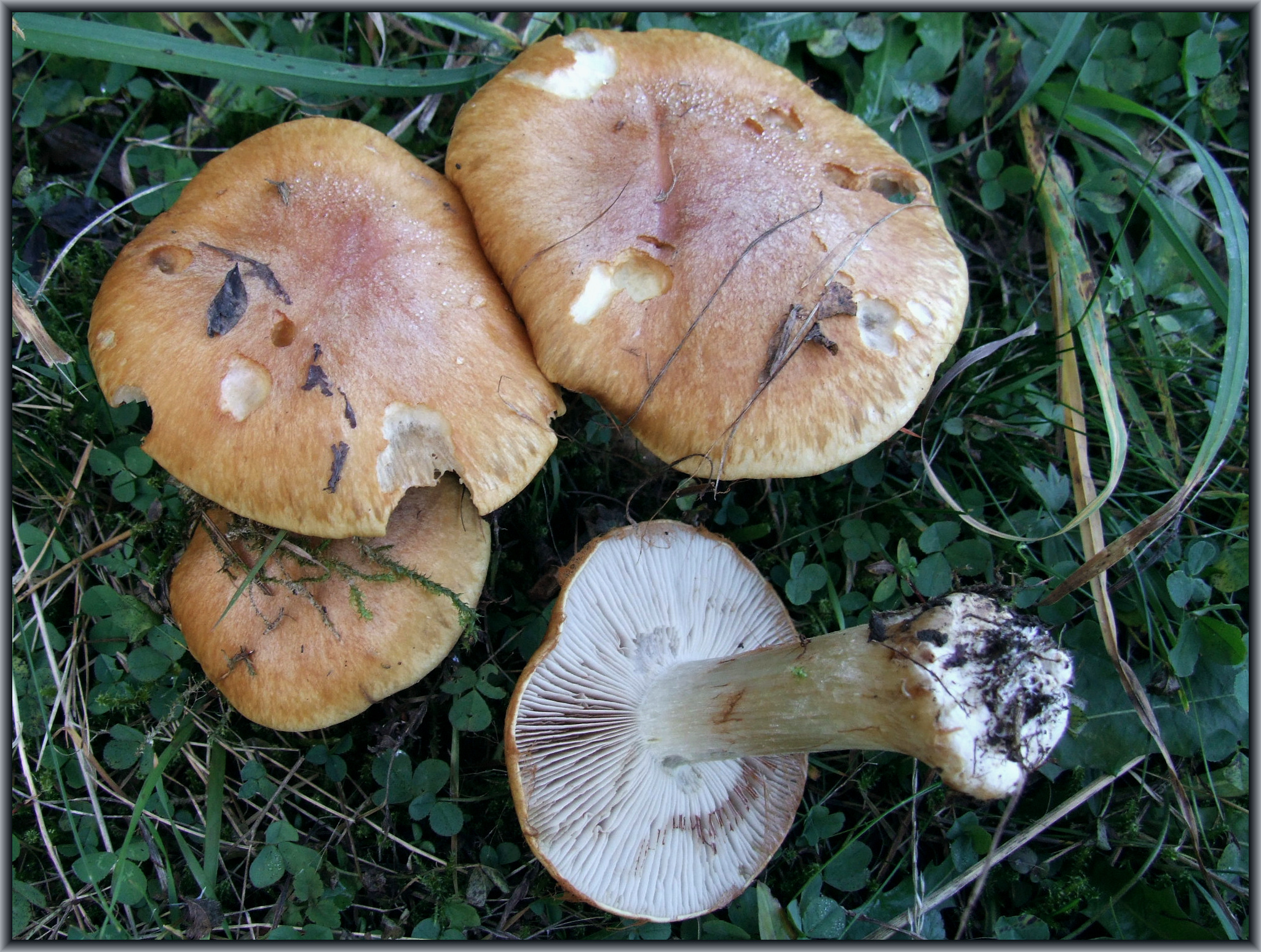
Zasłonak strojny

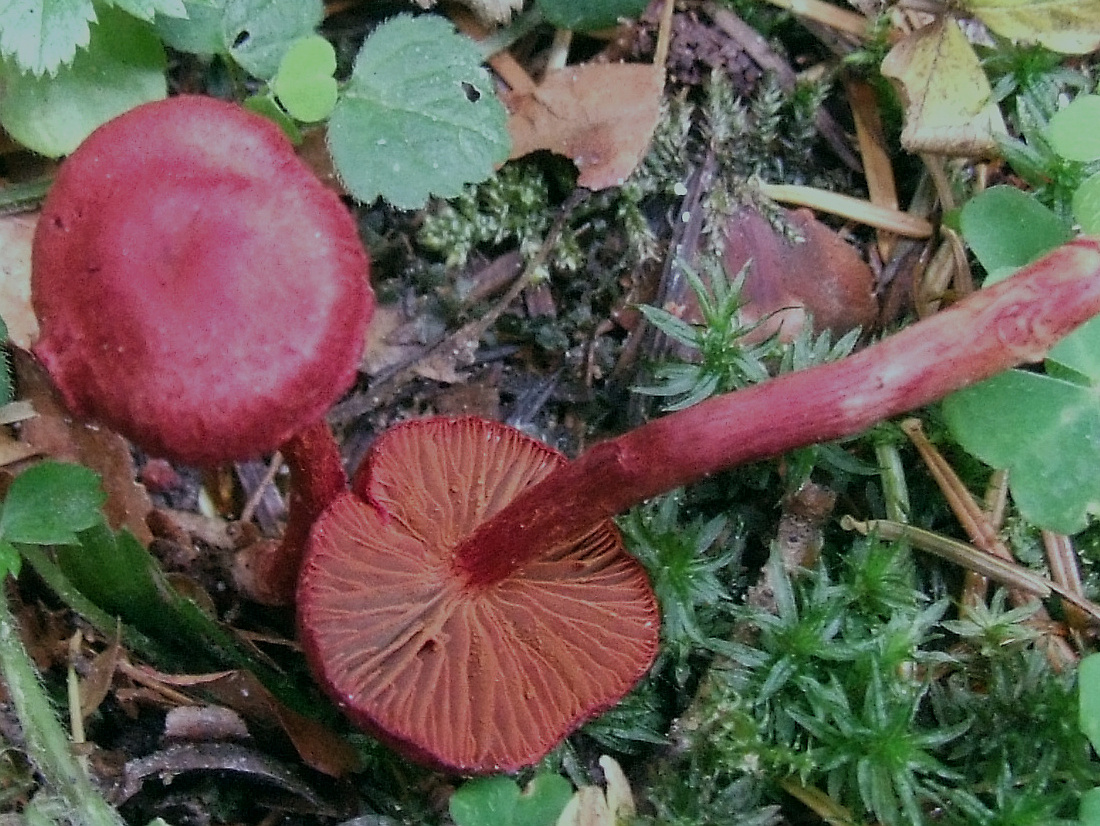
Zasłonak krwisty

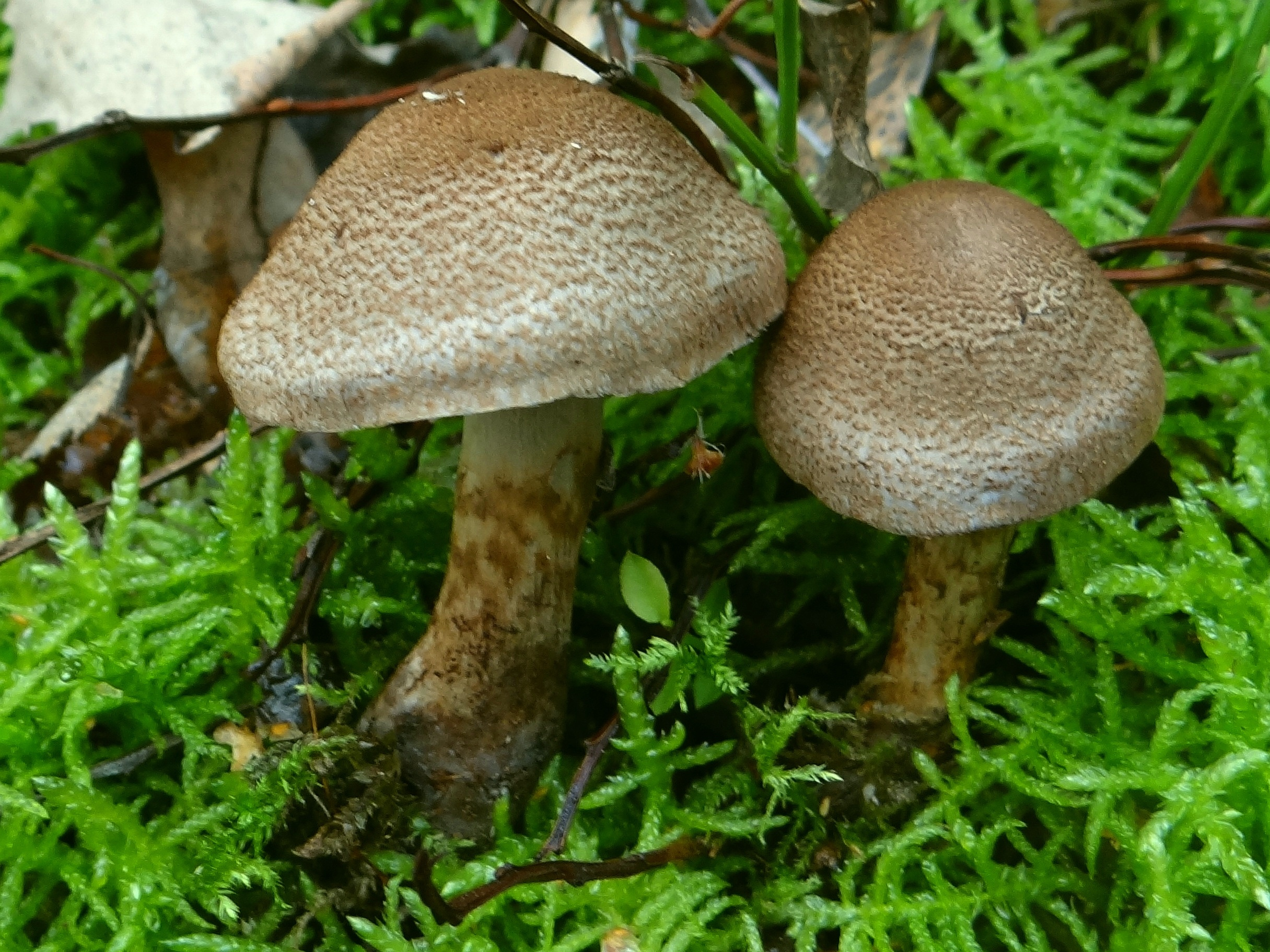
Zasłonak łuseczkowaty

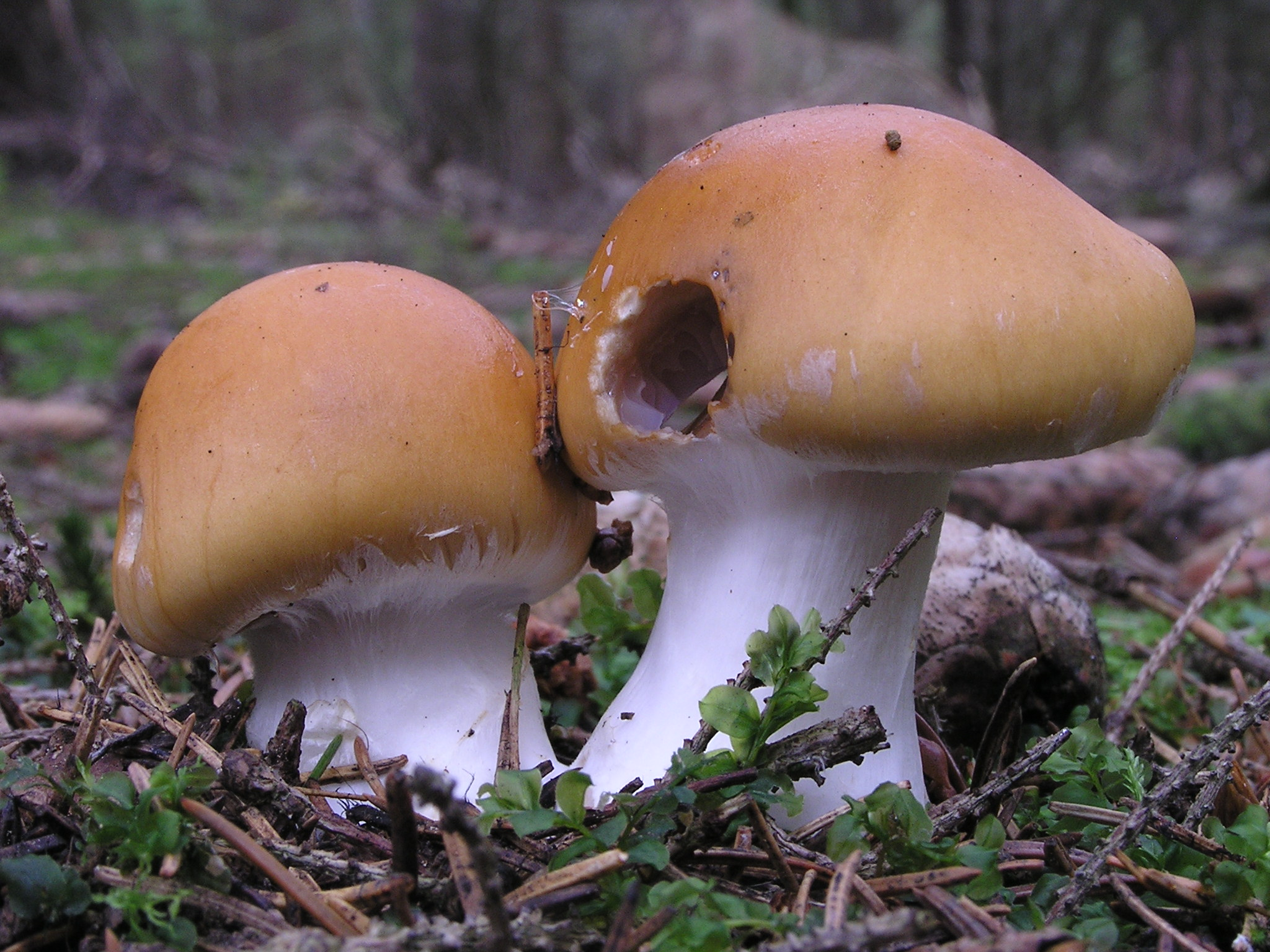
Zasłonak ceglastożółty

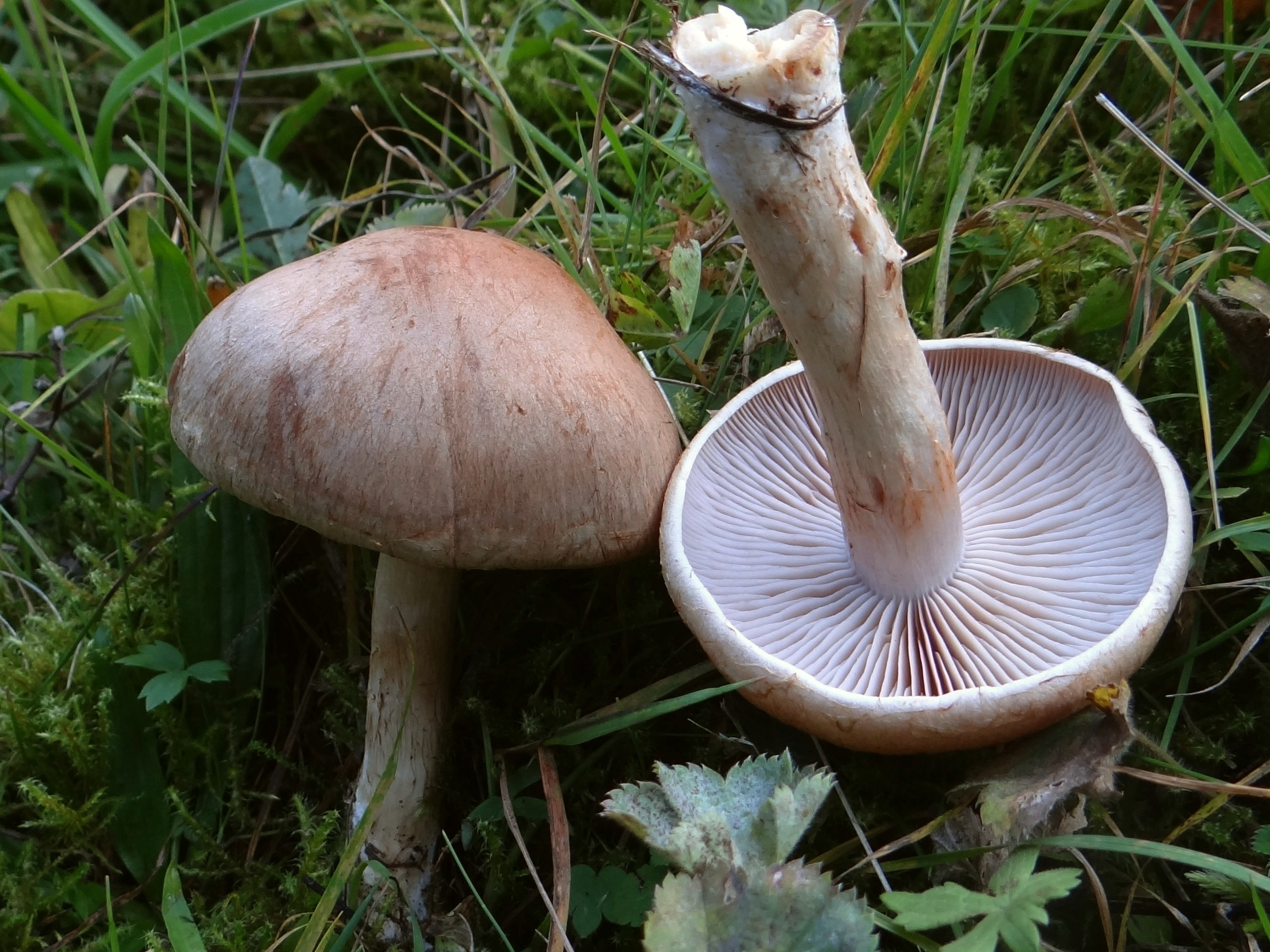
Zasłonak czerwonołuskowaty

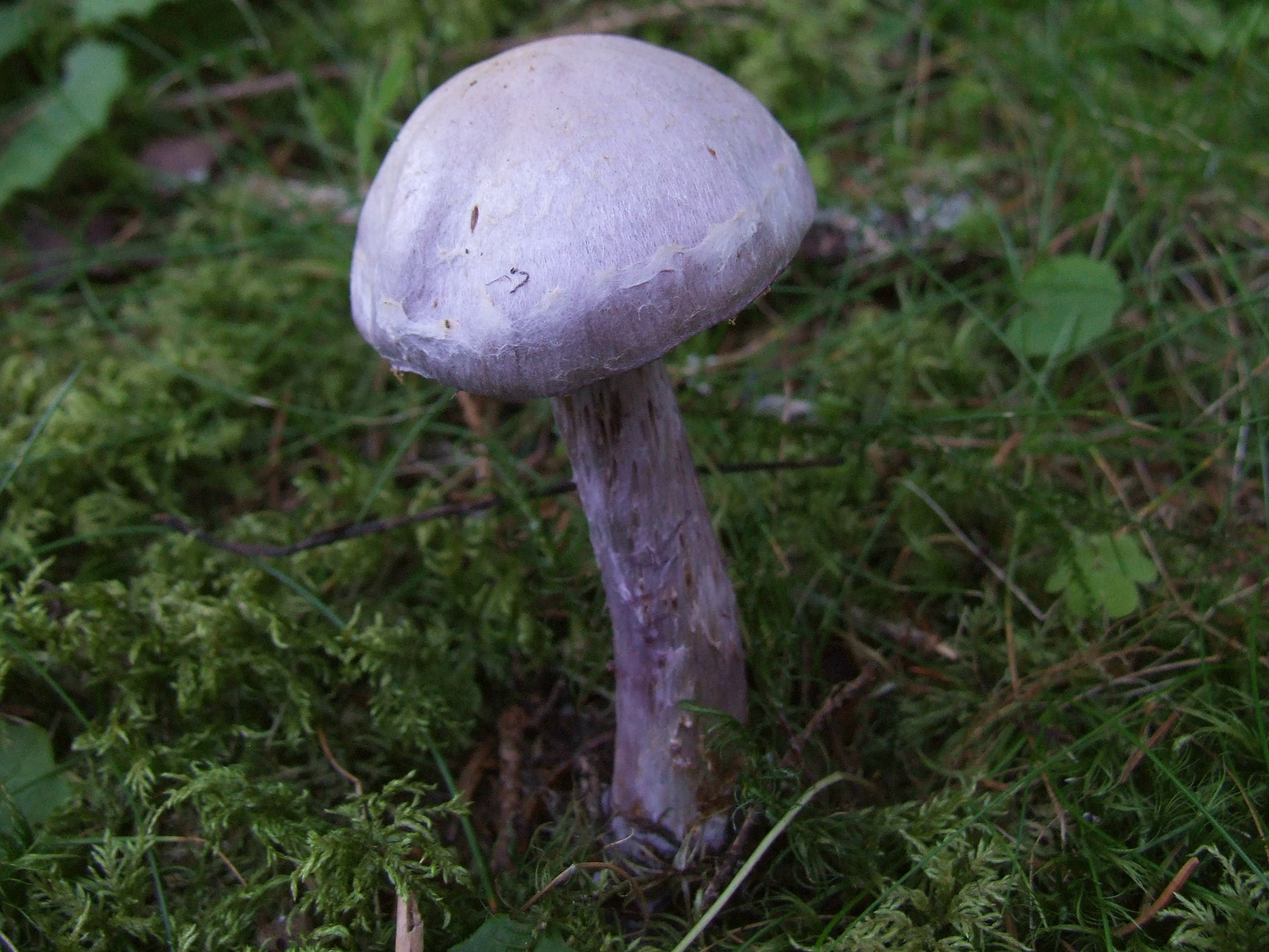
Zasłonak niebieskawy

Cortinarius (Pers.) Gray) (zasłonak) – rodzaj grzybów z rodziny zasłonakowatych (Cortinariaceae). Do 2017 r. na terenie Polski opisano występowanie 251 gatunków (przy uwzględnieniu tylko gatunków pewnych, zweryfikowanych przez Index Fungorum). Nie jest to jednak liczba ostateczna. Liczba występujących w Polsce gatunków zmienia się zarówno w wyniku znajdywania nowych, dotąd nie znanych w Polsce gatunków, jak i w wyniku zmian w nazewnictwie gatunków dokonywanych przez Index Fungorum. Dwie monografie o zasłonakach napisał Andrzej Nespiak w 1975 i 1981 r.
W wyniku prac mykologów liczba gatunków Cortinarius znacznie się zmniejszyła, gdyż część z nich poprzenoszono do innych rodzajów.

## Morfologia
Owocniki o bardzo zmiennym kształcie i wielkości; od bardzo małych (poniżej 1 cm) do bardzo dużych (powyżej 20 cm). Kapelusz początkowo ma kształt wypukły, dzwonkowaty lub stożkowaty, potem wypłaszcza się. Są higrofaniczne lub niehigrofaniczne. U różnych gatunków występują prawie wszystkie kolory. Skórka kapelusza jest błoniasta, śluzowata, włóknisto-brązowata, łuszcząca się lub naga. Od trzonu do ronda kapelusza rozciąga się przypominająca pajęczynę zasnówka, która zwykle pozostaje włóknistą pozostałością na trzonie po odsłonięciu kapelusza. Trzon o kształcie od bardzo delikatnego i cienkiego do bardzo grubego, może być śluzowaty lub suchy, z resztkami zasnówki lub bez nich i powierzchni od nagiej do włóknistej. Miąższ jest w smaku łagodny, gorzki lub pikantny. Blaszki są zwykle wybrzuszone, ale na trzonie są również szerokie lub wygięte w łuk. Kolor w pełni dojrzałych okazów jest rdzawobrązowy ze względu na pył zarodników, u niedojrzałych grzybów spektrum waha się od prawie białawego przez jaskrawo zabarwione do ciemno rdzawobrązowego lub fioletowego. Zarodniki w kształcie pestek jabłek, migdałów lub cytryn, nawet okrągławe, lekko szorstkie do brodawkowatych, bez pory rostkowej. Trama blaszek regularna (strzępki biegną równolegle).

## Systematyka i nazewnictwo
Pozycja w klasyfikacji: Cortinariaceae, Agaricales, Agaricomycetidae, Agaricomycetes, Agaricomycotina, Basidiomycota, Fungi (według Index Fungorum).
Jest to najliczniejszy w gatunki rodzaj grzybów kapeluszowych. W Europie występuje około 500 gatunków. Istnieje wiele koncepcji ich systematycznego podziału, liczne gatunki mają wiele synonimów nazwy naukowej, a niektóre także różne nazwy polskie. Oznaczanie gatunków jest trudne, a rozróżnienie niektórych możliwe tylko przy użyciu mikroskopu.
Polską nazwę zasłonak podał Franciszek Błoński w 1889 r. W polskim piśmiennictwie mykologicznym należące do tego rodzaju gatunki opisywane były także pod nazwami: bedłka, gąska, opieńki, guzotrzonowiec, zasłoniak, skórzak, flegmiak, modrzaczek, śluzak, tłustocha, wodniak. Jeszcze więcej ma synonimów naukowych – ponad 40.
Gatunki występujące w Polsce
- Cortinarius acetosus (Velen.) Melot 1987[10]
- Cortinarius acutus (Pers.) Fr. – zasłonak ostry
- Cortinarius agathosmus Brandrud, H. Lindstr. & Melot – zasłonak niebieskawy
- Cortinarius albocyaneus Fr. 1863[2]
- Cortinarius albovariegatus (Velen.) Melot 1980[11]
- Cortinarius alboviolaceus (Pers.) Fr. – zasłonak białofioletowy
- Cortinarius alcalinophilus Rob. Henry 1952[2]
- Cortinarius alneus M.M. Moser ex M.M. Moser – zasłonak olszniakowy
- Cortinarius americanus A.H. Sm. 1934[11]
- Cortinarius angelesianus A.H. Sm. – zasłonak szyszkowaty[12]
- Cortinarius anomalellus Soop 1999[11]
- Cortinarius anomalus (Fr.) Fr. – zasłonak szarobrązowy
- Cortinarius anthracinus (Fr.) Sacc. – zasłonak krwistoczerwony
- Cortinarius anserinus (Velen.) Rob. Henry 1986[13]
- Cortinarius argentatus (Pers.) Fr. – zasłonak srebrzysty
- Cortinarius argenteopileatus Nezdojm. – zasłonak srebrnawy[14]
- Cortinarius armeniacus (Schaeff.) Fr. – zasłonak morelowy
- Cortinarius armillatus (Fr.) Fr. – zasłonak osłonięty
- Cortinarius atrocaeruleus M.M. Moser 1967[11]
- Cortinarius atropusillus J. Favre 1960[11]
- Cortinarius arquatus (Alb. & Schwein.) Fr. – zasłonak tęczowy
- Cortinarius arvinaceus Fr. – zasłonak lepki[11]
- Cortinarius aureifolius Peck 1885[2]
- Cortinarius aureovelatus Bendiksen, K. Bendiksen & H. Lindstr. 2008[15]
- Cortinarius balaustinus Fr. – zasłonak jaskrawy
- Cortinarius bataillei J. Favre – zasłonak brązowooliwkowy
- Cortinarius bayeri (Velen.) Moënne-Locc. & Reumaux 1989[2]
- Cortinarius betulinus J. Favre 1948[2]
- Cortinarius bibulus Quél. – zasłonak fioletowobrązowy
- Cortinarius biformis Fr. – zasłonak ukośniepierścieniowy
- Cortinarius bivelus (Fr.) Fr. – zasłonak dwuosłonowy
- Cortinarius bolaris (Pers.) Fr. – zasłonak glinkowaty
- Cortinarius bovinus Fr. – zasłonak grubonogi
- Cortinarius brunneus (Pers.) Fr. – zasłonak brunatny
- Cortinarius bulbosus (Sowerby) Gray – zasłonak bulwiasty
- Cortinarius bulliardii (Pers.) Fr. – zasłonak krwawy
- Cortinarius caerulescens (Schaeff.) Fr. – zasłonak niebieski
- Cortinarius caesiostramineus Rob. Henry – zasłonak białawy
- Cortinarius cagei Melot– zasłonak dwukolorowy[16]
- Cortinarius camphoratus (Fr.) Fr. – zasłonak odrażający
- Cortinarius caninus (Fr.) Fr. – zasłonak rdzawobrązowy
- Cortinarius caperatus (Pers.) Fr.– tzw. płachetka zwyczajna
- Cortinarius casimiri (Velen.) Huijsman – zasłonak szarofioletowawy
- Cortinarius castaneus (Bull.) Fr. – zasłonak kasztanowy
- Cortinarius cedriolens M.M. Moser 1967 – zasłonak cedrowy
- Cortinarius cinnabarinus Fr. – zasłonak cynobrowy
- Cortinarius cinnamomeofulvus Rob. Henry – zasłonak płowy
- Cortinarius cinnamomeoluteus P.D. Orton – zasłonak cynamonowożółty
- Cortinarius cinnamomeus (L.) Fr. – zasłonak cynamonowy
- Cortinarius claricolor (Fr.) Fr. – zasłonak zawoalowany
- Cortinarius collinitus (Pers.) Fr. – zasłonak śluzowaty[17]
- Cortinarius colossipes Reumaux 1991[11]
- Cortinarius comptulus M.M. Moser 1968[2]
- Cortinarius conicus (Velen.) Rob. Henry 1942[11]
- Cortinarius cotoneus Fr. – zasłonak kutnerkowaty
- Cortinarius croceus (Schaeff.) Gray – zasłonak szafranowy
- Cortinarius crystallinus Fr. 1838[18]
- Cortinarius cumatilis Fr. – zasłonak gołąbkowy
- Cortinarius cyanites Fr. – zasłonak oliwkowobłękitny
- Cortinarius damascenus Fr. – zasłonak damasceński
- Cortinarius decipiens (Pers.) Fr. – zasłonak ciemnogłówkowy
- Cortinarius delibutus Fr. – zasłonak błękitnoblaszkowy
- Cortinarius depressus Fr. 1838[2]
- Cortinarius desertorum (Velen.) G. Garnier 1991 – zasłonak wydmowy
- Cortinarius diasemospermus Lamoure 1978[18]
- Cortinarius dilutus (Pers.) Fr. – zasłonak kasztanowoczerwony
- Cortinarius dionysae Rob. Henry 1933[2]
- Cortinarius disjungendus P. Karst. 1893[11]
- Cortinarius duramarus Jul. Schäff. ex Kuhn.-Fink. & Peintner 2003[11]
- Cortinarius ectypus J. Favre 1960[2]
- Cortinarius elatior Fr. – zasłonak wyniosły[19]
- Cortinarius elegantissimus Rob. Henry – zasłonak złoty
- Cortinarius emunctus Fr. – zasłonak tłusty
- Cortinarius epipoleus Fr. – zasłonak przyprószony
- Cortinarius epipurrus Chevassut & Rob. Henry 1978[11]
- Cortinarius erythrinus (Fr.) Fr. – zasłonak różowotrzonowy
- Cortinarius eufulmineus Rob. Henry – zasłonak pomarańczowy
- Cortinarius evernius (Fr.) Fr. – zasłonak brązowordzawy
- Cortinarius fagetorum M.M. Moser 1967[11]
- Cortinarius fervidus P.D. Orton 1964[11]
- Cortinarius flexipes (Pers.) Fr. – zasłonak krętonogi
- Cortinarius fluryi (M.M. Moser) M.M. Moser 1967[20]
- Cortinarius foetens (M.M. Moser) M.M. Moser 1967[11]
- Cortinarius fulgens Fr.[11]
- Cortinarius fulmineus Fr. – zasłonak lśniący
- Cortinarius fulvaureus Rob. Henry 1944[18]
- Cortinarius fulvescens Fr. – zasłonak gniady
- Cortinarius fusisporus Kühner – zasłonak wrzecionowatozarodnikowy
- Cortinarius gentilis (Fr.) Fr. – zasłonak żółtobrzegi
- Cortinarius glandicolor (Fr.) Fr. 1838[2]
- Cortinarius gracilior Jul. Schäf – zasłonak delikatny
- Cortinarius guttatus Rob. Henry – zasłonak gruczołkowany
- Cortinarius helvelloides (Bull.) Fr. – zasłonak olszowy
- Cortinarius helvolus (Bull.) Fr.– zasłonak białopierścieniowy
- Cortinarius hemitrichus (Pers.) Fr. – zasłonak oszroniony
- Cortinarius hercynicus (Pers.) M.M. Moser – zasłonak hercyński
- Cortinarius hillieri Rob. Henry 1938[21]
- Cortinarius hinnuleus Fr. – zasłonak sarni
- Cortinarius hinnuloides Rob. Henry – zasłonak pomarańczowożółty
- Cortinarius hoeftii (Weinm.) Fr. – zasłonak blednący
- Cortinarius huronensis Ammirati & A.H. Sm. – zasłonak trzęsawiskowy
- Cortinarius hydrotelamonioides Rob. Henry 1985[11]
- Cortinarius illibatus Fr. 1838[11]
- Cortinarius impennis Fr. – zasłonak kępkowy
- Cortinarius incisior Bidaud, Moënne-Locc. & Reumaux 1997[13]
- Cortinarius incisus (Pers.) Fr. – zasłonak porysowany[22]
- Cortinarius inconspicuus J. Favre 1955[13][23]
- Cortinarius infractus (Pers.) Fr. – zasłonak gorzkawy
- Cortinarius illibatus Fr. 1838[24]
- Cortinarius iliopodius (Bull.) Fr. 1838 – zasłonak olszynowy
- Cortinarius illuminus Fr. 1838[11]
- Cortinarius ionophyllus M.M. Moser – zasłonak rzodkiewkowaty
- Cortinarius junghuhnii Fr. – zasłonak cynamonowobrązowy
- Cortinarius lacustris Moënne-Locc. & Reumaux 1997[10]
- Cortinarius laetissimus Rob. Henry – zasłonak brązowopomarańczowy
- Cortinarius laniger Fr. – zasłonak wełnisty
- Cortinarius largus Fr. 1838[13]
- Cortinarius latus (Pers.) Fr. – zasłonak czerwonawy
- Cortinarius lebretonii Quél. 1880[15]
- Cortinarius lignicola Bidaud 1994[11]
- Cortinarius livido-ochraceus (Berk.) Berk. 1860 – zasłonak karłowaty
- Cortinarius lividoviolaceus (Rob. Henry ex M.M. Moser) M.M. Moser 1967[13]
- Cortinarius lucorum (Fr.) J.E. Lange – zasłonak borowikowy
- Cortinarius luridus Rob. Henry 1969[11]
- Cortinarius malachius (Fr.) Fr. – zasłonak malachitowy
- Cortinarius malicorius Fr. – zasłonak jabłkowaty
- Cortinarius metrodii Rob. Henry – zasłonak śluzowopochwowy
- Cortinarius mucifluoides Rob. Henry ex Bidaud, Moënne-Locc. & Reumaux 2000 – zasłonak śluzakowatowaty[11]
- Cortinarius mucifluus Fr. – zasłonak śluzakowaty
- Cortinarius mucosus (Bull.) J. Kickx f. – zasłonak kleisty
- Cortinarius multicolor M.M. Moser ex M.M. Moser – zasłonak wielobarwny
- Cortinarius muricinus Fr. 1838[11]
- Cortinarius murinascens Kytöv., Niskanen & Liimat. 2014[25]
- Cortinarius nanceiensis Maire – zasłonak bananowy
- Cortinarius nigrocuspidatus Kauffman 1923[21]
- Cortinarius obtusus (Fr.) Fr. – zasłonak dachówkowaty
- Cortinarius olidus J.E. Lange – zasłonak ziarnisty
- Cortinarius olivaceofuscus Kühne – zasłonak grabowy
- Cortinarius orellanus Fr. – zasłonak rudy
- Cortinarius orichalceus (Batsch) Fr.– zasłonak miedzianogłowy
- Cortinarius paragaudis Fr. 1838[26] – zasłonak ustrojony[11]
- Cortinarius paralbocyaneus Eyssart. 2002[11]
- Cortinarius parevernius Rob. Henry – zasłonak jodoformowy
- Cortinarius paxilloides (M.M. Moser) M.M. Moser – zasłonak dzwonkowaty
- Cortinarius pearsonii P.D. Orton 1958[18]
- Cortinarius phaeosmus Rob. Henry 1981[11]
- Cortinarius pholideus (Fr.) Fr. – zasłonak łuseczkowaty
- Cortinarius praestans (Cordier) Gillet[11]
- Cortinarius praestigiosus (Fr.) E. Berger 1846[11]
- Cortinarius privignoides Rob. Henry – zasłonak orzechowoczerwonawy
- Cortinarius psammocephalus (Bull.) Fr.[11]
- Cortinarius pseudocandelaris (M.M. Moser) M.M. Moser – zasłonak płomykowaty
- Cortinarius pseudoduracinus Rob. Henry – zasłonak ceglastoczerwonawy
- Cortinarius pseudofallax Carteret 2004[25]
- Cortinarius pseudonebularis Moënne-Locc. 1996[27]
- Cortinarius pseudosuillus Rob. Henry 1959[11]
- Cortinarius pulchripes J. Favre – zasłonak wiązówkowy
- Cortinarius pulverobtusus Rob. Henry 1968[11]
- Cortinarius purpureus (Bull.) Bidaud, Moënne-Locc. & Reumaux – zasłonak miedzianordzawy[28]
- Cortinarius quarciticus H. Lindstr. 1994[2]
- Cortinarius rapaceus Fr. – zasłonak rzodkwiopodobny
- Cortinarius raphanoides (Pers.) Fr. 1838 – zasłonak rzodkiewkowy
- Cortinarius rickenii Rob. Henry ex Bidaud, Moënne-Locc. & Reumaux 2000[11]
- Cortinarius rigens (Pers.) Fr. – zasłonak sztywny
- Cortinarius rigidipes M.M. Moser 1968[29]
- Cortinarius roseonudipes Rob. Henry & Moënne-Locc. 1997[11]
- Cortinarius rubellus Cooke – zasłonak rudawy
- Cortinarius rubricosus (Fr.) Fr. 1838[2]
- Cortinarius salor Fr. – zasłonak słonawy
- Cortinarius sanguineus (Wulfen) Fr. – zasłonak krwisty
- Cortinarius saniosus (Fr.) Fr. – zasłonak włóknistożółty
- Cortinarius saturninus (Fr.) Fr. – zasłonak niebieskomiąższowy
- Cortinarius sebaceus Fr. – zasłonak talkowy
- Cortinarius semisanguineus (Fr.) Gillet – zasłonak purpurowoblaszkowy
- Cortinarius semivestitus M.M. Moser – zasłonak jasnobrązowy
- Cortinarius serratissimus M.M. Moser 1968[11]
- Cortinarius simulatus P.D. Orton – zasłonak liliowobrązowy
- Cortinarius sphagnogenus (M.M. Moser) Nezdojm. 1976[30]
- Cortinarius spilomeus (Fr.) Fr. – zasłonak czerwonołuskowaty
- Cortinarius stillatitius Fr. – zasłonak łzawy
- Cortinarius subbalaustinus Rob. Henry 1991[2]
- Cortinarius suberi Soop 1990[11]
- Cortinarius subexitiosus Liimat., Niskanen, Kytöv. & Ammirati 2014[27]
- Cortinarius subhygrophanicus (M.M. Moser) M.M. Moser – zasłonak dwubarwny
- Cortinarius subolivaceus Bidaud, Moënne-Locc. & Reumaux 2000[15]
- Cortinarius subsafranopes Rob. Henry – zasłonak ochrowożółty
- Cortinarius subsedens Rob. Henry 1956[11]
- Cortinarius subtortus (Pers.) Fr. – zasłonak oliwkowoochrowy
- Cortinarius subumbilicatus Rob. Henry – zasłonak piłkowanoblaszkowy
- Cortinarius subviolascens Rob. Henry ex Nezdojm.
- Cortinarius suillonigrescens Rob. Henry ex Reumaux 2002[11]
- Cortinarius sylvae-norvegicae Høil. 1993[11]
- Cortinarius tabularis (Fr.) Fr.– zasłonak odbarwiony[31]
- Cortinarius terribilis Reumaux 2002[11]
- Cortinarius tortuosus (Fr.) Fr. – zasłonak ołowiowy
- Cortinarius torvus (Fr.) Fr. – zasłonak pachnący
- Cortinarius traganus (Fr.) Fr. – zasłonak wonny
- Cortinarius triformis Fr. – zasłonak trójbarwny
- Cortinarius trivialis J.E. Lange – zasłonak pospolity
- Cortinarius tubarius Ammirati & A.H. Sm. 1972[32]
- Cortinarius turgidus Fr. – zasłonak pękaty
- Cortinarius uliginosus Berk. – zasłonak bagienny
- Cortinarius umbrinolens P.D. Orton – zasłonak ziemiowonny
- Cortinarius uraceonemoralis Niskanen, Liimat., Dima, Kytöv., Bojantchev & H. Lindstr. 2014[11]
- Cortinarius uraceus Fr. – zasłonak czerniejący
- Cortinarius urbicus (Fr.) Fr. – zasłonak przydrożny
- Cortinarius valgus Fr. – zasłonak krzywonogi
- Cortinarius variecolor (Pers.) Fr. – zasłonak różnobarwny
- Cortinarius varius (Schaeff.) Fr. – zasłonak ceglastożółty
- Cortinarius venetus (Fr.) Fr. – zasłonak zielony
- Cortinarius vernus H. Lindstr. & Melot 1994[13]
- Cortinarius venustus P. Karst. 1881[2]
- Cortinarius vitellinopes Secr. ex J. Schröt. 1889[11]
- Cortinarius violilamellatus A. Pearson ex P.D. Orton 1984[29]
- Cortinarius violaceus (L.) Gray – zasłonak fioletowy

Nazwy naukowe na podstawie Index Fungorum. Pominięto gatunki niepewne. Wykaz gatunków i nazwy polskie według Władysława Wojewody (gatunki bez przypisów), oraz innych autorów (oznaczone przypisami). Dla niektórych gatunków W. Wojewoda nie podał nazwy polskiej, traktując je jako synonimy, jednak według Index Fungorum są to odrębne gatunki.
Niektóre pozostałe gatunki
- Cortinarius betuletorum M.M. Moser 1967
- Cortinarius cinnamoviolaceus M.M. Moser – zasłonak cynamonowofioletowy
- Cortinarius diabolicus (Fr.) Fr.

## Znaczenie
Naziemne grzyby mykoryzowe, saprotrofy. Tylko nieliczne gatunki to grzyby jadalne. Większość stanowią grzyby niejadalne lub podejrzane o trujące własności. Jest też kilka gatunków śmiertelnie trujących. Powodują zatrucia orellaninowe (8 grupa). Z powodu trudności w oznaczaniu gatunków zasadniczo odradza się zbierania tych grzybów w celach spożywczych. Niektóre gatunki wykorzystywane były dawniej do barwienia wełny i innych tkanin.